# Larrivière-Saint-Savin
Larrivière-Saint-Savin (até 2006: Larrivière) é uma comuna francesa na região administrativa da Nova Aquitânia, no departamento Landes. Estende-se por uma área de 16,67 km². Em 2010 a comuna tinha 659 habitantes (densidade: 39,5 hab./km²).